# Borghida István
Borghida István (Szatmár, 1918. március 8. – Kolozsvár, 1982. december 13.) magyar művészettörténész, műkritikus.

## Életútja
Gimnáziumi tanulmányait magánúton végezte, a kolozsvári egyetemen műtörténeti, esztétikai és lélektani képesítést, a bukaresti egyetemen művészettörténeti doktorátust szerzett. 1948-tól az Igazság művelődési rovatát szerkesztette, 1949-től a kolozsvári Ion Andreescu Képzőművészeti Intézet művészettörténeti előadótanára. Gyűjteményes tárlatokat, vándorkiállításokat szervezett, s számos összefoglaló cikkben, tanulmányban foglalkozott az újabb kori egyetemes művészet több kiemelkedő egyéniségével (Daumier, Toulouse-Lautrec, Van Gogh, Käthe Kollwitz, Meštrović, Monet, Chagall), valamint a korabeli román és hazai magyar képzőművészet jeleseivel. A nagybányai festőiskola művészetét, Weisz István fotópoetikáját, Kós András szobrait, Jakobovits Miklós képeit ismertette a Korunkban, az Utunk művészeti munkatársa, írásai több bel- és külföldi folyóiratban jelentek meg.
Művészettörténeti pályáján a klasszikus örökség ápolása mellett egyre határozottabban fordult a romániai magyar képzőművészek középnemzedéke és a fiatalok felé, köteteiben Jakobovits Miklós és Balázs Imre művészi pályáját is elemezte.

## Kötetei (válogatás)
- Leon Alex emlékkiállítás : 1957 június (Kolozsvár, katalógusbevezető)
- Krizsán János (monográfia magyar és román nyelven, 1957, bővített kiadás 1971)
- Ziffer Sándor (monográfia román nyelven, 1968, magyar nyelvű bővített kiadás 1980)
- Cseh Gusztáv (katalógusbevezető négy nyelven, 1971)
- Leon Alex (monográfia, 1973)
- Jakobovits Miklós (Bukarest, 1981)
- Balázs Imre (Bukarest, 1982)